# Pelmanism
Pelmanism är ett system för att träna minnet, koncentrationen och viljestyrkan, som skapades på 1890-talet av engelsmannen William Joseph Ennever, grundaren av Pelmaninstitutet i London. Det var populärt under första hälften av 1900-talet, framför allt i Storbritannien. År 1918 fanns det 400.000 "pelmanister" i England.
En serie med tolv små skrifter om "Det svenska Pelmansystemet" utgavs 1920–1923 under ledning av Åke Bonnier d.ä. Skrifterna såldes som en prenumeration eller brevskola, med svarsuppgifter som kunde skickas in till redaktionen.